# Arittake no ai de
Arittake no ai de (jap. ありったけの愛で) – dwudziesty singel japońskiego artysty Gackta, wydany 26 stycznia 2005 roku. Singel osiągnął 7 pozycję w rankingu Oricon i pozostał na listach przebojów przez 7 tygodni. Sprzedano 61 981 egzemplarzy.

## Lista utworów
Wszystkie utwory zostały napisane i skomponowane przez Gackt C.
| Nr | Tytuł                                                                | Aranżacja           | Czas |
| -- | -------------------------------------------------------------------- | ------------------- | ---- |
| 1. | "Arittake no ai de" (jap. ありったけの愛で)                          | Gackt.C, Chachamaru | 3:56 |
| 2. | "Kono yoru ga owaru mae ni" (jap. この夜が終わる前に)                | Gackt.C, Chachamaru | 5:01 |
| 3. | "Arittake no ai de" (jap. ありったけの愛で) (instrumental)           | Gackt.C, Chachamaru | 3:55 |
| 4. | "Kono yoru ga owaru mae ni" (jap. この夜が終わる前に) (instrumental) | Gackt.C, Chachamaru | 4:53 |